# خفاش بلدغ
خفافيش بُلدغ أو خفافيش صيادة السمك (الاسم العلمي: Noctilionidae)، فصيلة حيوانات من رتبة الخفاشيات، تضم نوعان خفاش بلدغ الكبير وخفاش بلدغ الصغير. توجد بالقرب من المياه، من المكسيك إلى الأرجنتين وكذلك في جزر الكاريبي. أما خفاش بلدغ الأجرد (Cheiromeles torquatus) لا ينتمي إلى هذه الفصيلة، ولكن ينتمي فصيلة الخفافيش حرة الذيل.